# Paolo Morellati
Paolo Morellati, o Morellato (Vicenza, 2 maggio 1740 – Vicenza, 17 febbraio 1807), è stato un compositore, organista e cembalaro italiano.
Si formò musicalmente prima sotto Andrea Bottelli a Vicenza e successivamente, dall'aprile 1762 al novembre 1763, con Padre Martini a Bologna; il suo esercizio di contrappunto e 43 delle sue lettere che inviò a Martini sono tuttora esistenti. Nell'ottobre del 1763 fu ammesso all'Accademia Filarmonica e dal 1768 fino alla morte fu organista della Cattedrale di Vicenza.
Morellati era conosciuto principalmente come costruttore di clavicembali e fortepiani. Egli costruì un fortepiano con un nuovo meccanismo di martelletti, il quale venne descritto da lui stesso in una lettera pubblicata nel Giornale enciclopedico (vol. VII, luglio 1775) e nell'Antologia di Roma (vol. XLI, 1780). Sacchi scrisse nel 1775 di aver dato a Farinelli un clavicembalo eccellentemente costruito da Morellati. Successivamente collaborò con diversi costruttori di pianoforti inglesi e tedeschi e ricevette un'offerta di lavoro per Londra, che però declinò.
Minor importanza occupa invece la sua attività compositiva: infatti solo poche
composizioni di sue produzioni ci giungono attualmente (gran parte delle quali risalgono al periodo di studio con Martini).
Due suoi figli, Pietro e Stefano, seguirono le orme del padre e divennero rispettivamente organista uno e contrabbassista l'altro.